# Żółta karłowatość jęczmienia

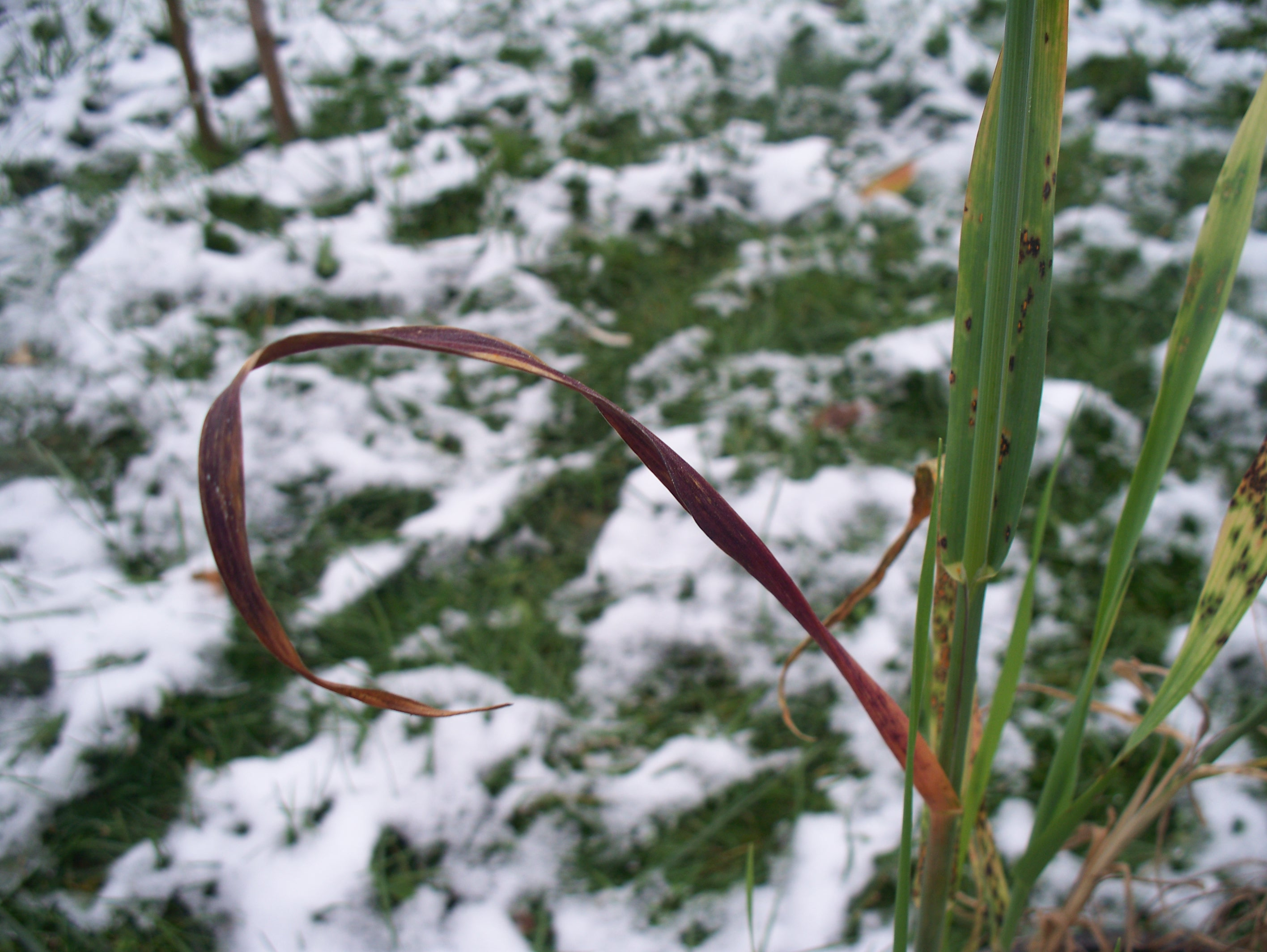
Objawy na samosiewach owsa

Żółta karłowatość jęczmienia – wirusowa choroba jęczmienia wywołana przez wirusa żółtej karłowatości jęczmienia (Barley yellow dwarf virus, MAV, BYDV-MAV). Objawy tej choroby zależą od gatunku wirusa. Może powodować duże straty plonu ziarna, rzędu kilkudziesięciu procent. Żółta karłowatość jęczmienia jest przenoszona przez mszyce.

## Występowanie
Jest to dość powszechnie występująca choroba wirusowa. Jej obecność stwierdzono we wszystkich rejonach uprawy zbóż. Atakuje ponad 100 gatunków roślin jednoliściennych.

## Objawy

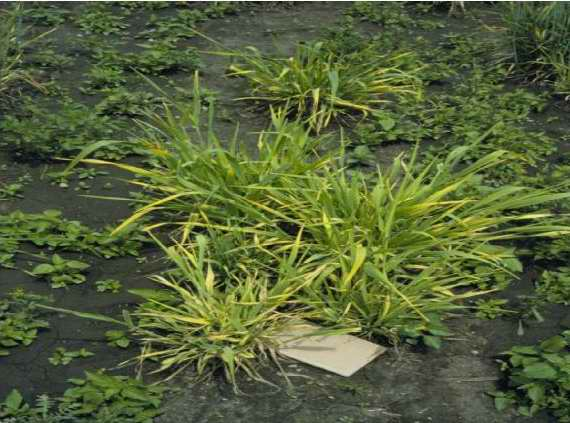
Objawy na pszenicy

Objawy żółtej karłowatości jęczmienia są różnorodne i jednocześnie zmienne, co może wskazywać na inne choroby lub brak składników pokarmowych. Objawy tej choroby cechują się dwoma symptomami: zahamowaniem wzrostu i przebarwieniem liści, którego kolor zależy od gatunku rośliny. Liście owsa przebarwiają się na amarantowo, pszenicy na czerwono, żyta na rdzawo, a pszenżyta i jęczmienia na żółto. Choroba uwidacznia się wpierw na końcówkach liści, następnie objawy rozprzestrzeniają się w kierunku pochwy liściowej. Najdłużej zielona pozostaje część blaszki liściowej skupiona blisko nerwu, jak również najmłodsze liście, które często nie wykazują przebarwień. Zaatakowane rośliny są niższe od zdrowych (najbardziej jest to widoczne u jęczmienia) i cechują się zmienionym pokrojem oraz sztywnymi liśćmi. Mogą też się obficie krzewić. Ponadto porażone rośliny wykształcają mniej źdźbeł, o krótszych kłosach. Wirus żółtej karłowatości jęczmienia wpływa na mniejszą liczbę ziaren w kłosie oraz na mniejsza ich masę i gorszą jakość.
Choroba na najostrzejszy przebieg kiedy zostaną zaatakowane już siewki, przy długiej i ciepłej jesieni. Wiosną widoczne jest silne porażenie, które może być źródłem infekcji wtórnych. Objawy porażenia wtórnego występują po około 20 dniach od zakażenia. Intensywność wystąpienia objawów chorobotwórczych zależy od: gatunku wirusa, odmiany zboża i warunków klimatycznych.

## Etiologia

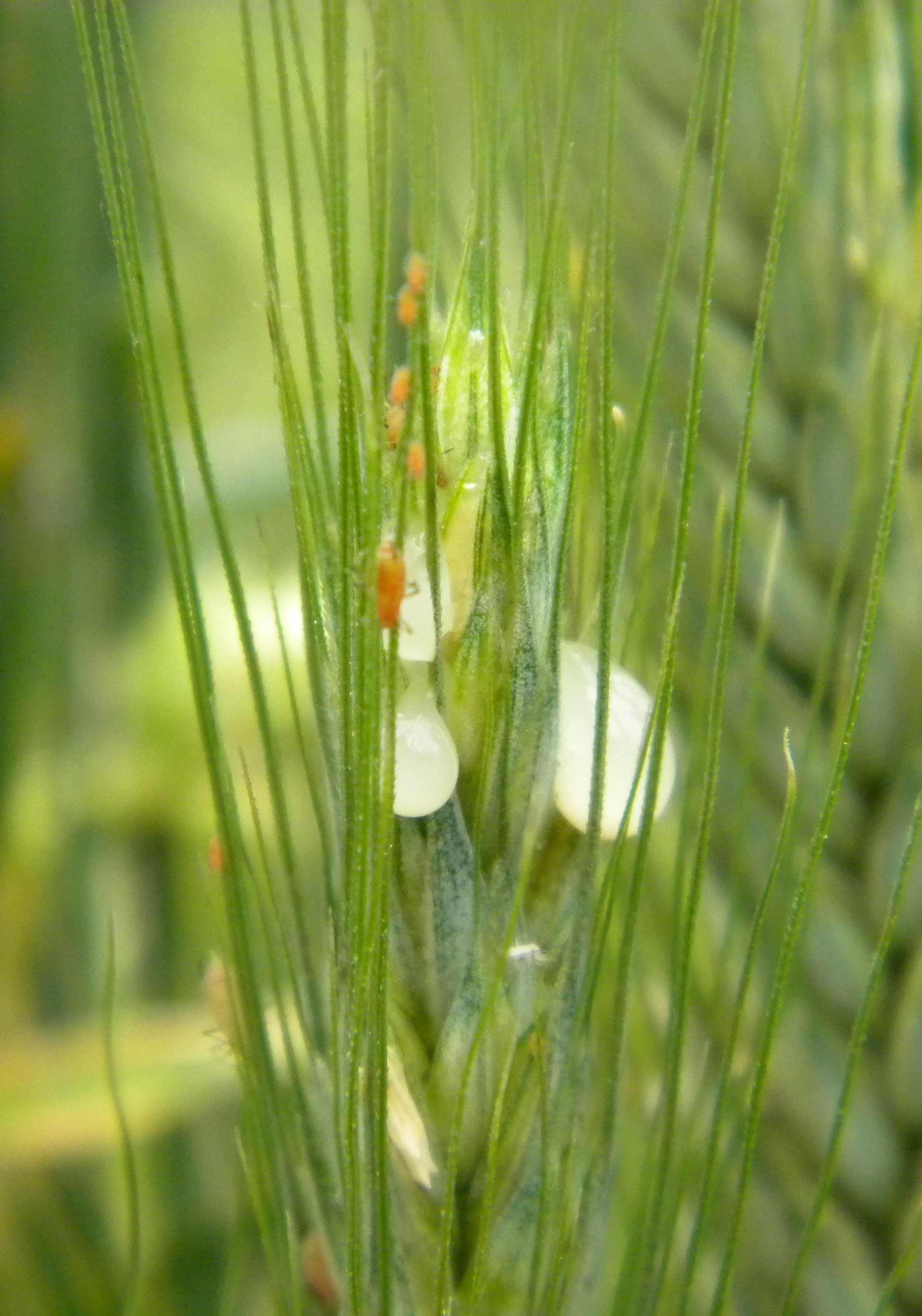
Wektor wirusa BYDV – mszyca zbożowa

Chorobę wywołuje wiele wirusów. W Polsce najczęściej stwierdza się obecność wirusów żółtej karłowatości jęczmienia (BYDV-MAV) i (BYDV-PAV) oraz wirusa żółtej karłowatości zbóż. Chorobę mogą wywoływać też inne gatunki. Żółta karłowatość jęczmienia jest przenoszona przez mszyce. Głównymi wektorami są mszyca zbożowa i mszyca czeremchowo-zbożowa.
Wirusy wywołujące tę chorobę są zbliżone pod względem morfologii. Są to wirusy sferyczne o średnicy około 20–25 nm. Na otoczkę białkową składają się 2 białka: białko fuzyjne i podstawowa jednostka budowy kapsydu, o masie atomowej odpowiednio 65 i 22 kDa. Prócz 2 gatunków (BYDV-PAV i BYDV-MAV), pozostałe gatunki różnią się serologicznie, co powoduje kłopoty przy ich diagnozowaniu.

## Rozwój choroby
Żółta karłowatość jęczmienia ma dość złożoną epidemiologię, na którą składa się duża liczba porażających gatunków wirusów, duża liczba porażanych roślin oraz ich zmienność, jak i zmienność warunków pogodowych. Powoduje to, że stanowi zagrożenie przez cały okres wegetacyjny. Rozwój choroby zależy od nalotów mszyc, które występują w okresie letnio-wiosennym oraz jesiennym. W terminie wiosna-lato wirus jest przenoszony ze zbóż ozimych na jare, a następnie na kukurydzę. Optymalna temperatura do namnażania wirusa i pojawienia się objawów chorobotwórczych wynosi 16–24 °C. W trakcie zimy choroba się nie rozwija, a wirus często może się znajdować w pszenicy, która jest jego najlepszym zimowym rezerwuarem.

## Szkodliwość
Strata plonu ziarna może wynosić nawet kilkadziesiąt procent. Wcześnie zaatakowany jęczmień ozimy może zostać całkowicie zniszczony przed nastaniem zimy – dotyczy to szczególnie podatnych odmian.

## Ochrona
Ochrona plantacji zbóż polega na wysiewie odpornych odmian, przyśpieszaniu siewów wiosennych i opóźnianiu jesiennych. Można również stosować aficydy. W zapobieganiu występowania żółtej karłowatości jęczmienia ważna jest hodowla roślin, która wprowadza do uprawy odmiany o zwiększonej odporności. Przykładowo, w tworzeniu nowych odmian jęczmienia próbuje się wprowadzić gen Ryd2, warunkujący tolerancję na BYDV-PAV. Ów gen pochodzi z dzikich jęczmieni etiopskich.